# Indijska prepelica
Indijska prepelica (lat. Coturnix coromandelica) je vrsta prepelice koja živi u južnoj Aziji.
Staništa su joj travnjaci, obrađena polja i grmovita područja nadmorske visine 2000-2500 metara. Živi u dolini Inda središnje Indije, Pakistana, Indo-gangeske ravnice i dijelova poluotoka kontinentalne Indije. Uglavnom se može vidjeti zimi dalje na jugu.

## Izgled
Prosječno je duga 15-16 centimetara. Mužjaci imaju raspon krila 93-96 milimetara, a ženke 90-97 milimetara. Mužjakov rep je dug 29-32 milimetra, dok je ženkin dug 28-31 milimetara. Mužjaci imaju crne tragove na grlu, a prsa su im smećkasto-žuta s crnim prugama.

## Razmnožavanje
Sezona parenja traje od ožujka do listopada, ali najčešće nakon prestanka jugozapadnih monsuna u lipnju. Gnijezda se nalaze u usjevima ili tankim travama u udubinama u tlu, ili su pak skrivena negdje u grmlju (uglavnom mlječika i slično grmlje) ili travi.
U gnijezdu se obično nalazi četiri ili šest jaja. Nekad više od jedne ženke postavlja jaja u isto gnijezdo. Dimenzije jaja su 27.4 mmx20.8 mm, a težina im je 6.5 grama. Inkubacija traje 17-19 dana. Nakon što se izlegnu pilići, mužjak ponekad zna postati agresivan. Pilići ostaju s roditeljima osam mjeseci nakon što se izlegnu.